# Casterton (Australia)

S
Casterton – miasto w Australii, w stanie Wiktoria.